# JR貨物DB500形ディーゼル機関車
DB500形ディーゼル機関車（DB500がたディーゼルきかんしゃ）は、日本貨物鉄道（JR貨物）が2016年（平成28年）から導入している液体式ディーゼル機関車である。制作は北陸重機工業が担当した。

## 概要
JR貨物では大規模な貨物駅には、入替専用機であるHD300形や本線・入替え兼用のDD200形を投入していたが、本形式は小規模な貨物駅での入替専用機として投入された。
北陸重機工業が専用線向けに製造している機械扱いの2軸液体式ディーゼル入替動車（車籍がないいわゆる貨車移動機）をベースとしているが、車両構造や保安装置を法令に適合させた鉄道車両扱いとし、信号機（絶対信号機）や自動列車停止装置を用いて保安度を向上させている。
2024年（令和6年）現在4両が導入されているが、2016年（平成28年）に導入された0番台（1）と、2021年（令和3年）以降に導入された改良型の50番台（51 - 54）の2グループが存在する。

## 構造
0番台と50番台で若干の差異がある。

### 車体
全長7.65mのL型1運転台方式の車体を持ち、1エンド側のボンネット内にエンジン1台を搭載し、2エンド側が運転台となっている。
軸配置はA-Aの2軸である。平坦線において、最大500 tのコンテナ貨車の入れ換え可能な性能を有する。
車体は耐候性鋼板製である。
運転台は自動車同様のペダル方式の主幹制御器と、デスク上にブレーキ弁（手で操作）を有する。2エンド側で通常貨車と連結するため、2エンド側は前面の窓を大きくすることで、連結作業を容易としている。また、運転台は空調装置付きである。
50番台では、前面ステップの幅を縮小（連結時の作業性向上のため）、前照灯をLEDとする改良がなされている。

### 機器類

#### 機関
0番台はいすゞ製の直接噴射式エンジン（国交省二次規制相当の排出ガスレベル）を採用している。50番台は機関がボルボ製の燃料電子制御式エンジン（EU3次排ガス規制対応）となり、環境性能向上とともに出力がやや向上している。加えて空気圧縮機を機関付属形とすることで、機関ボンネットの小型化を図った。

#### 保安装置
0番台では自動列車停止装置（ATS-SF形）及び緊急列車停止装置（EB装置）を装備する。
50番台は、新たに保安装置としてTE装置、防護無線および信号炎管を搭載した。一方で0番台と異なり、ATSは準備工事のみとした。

## 運用

### 0番台
1号機は門司機関区に配置され、2016年（平成28年）10月に落成後、各種試験を行い、2017年（平成29年）3月ダイヤ改正より下関駅構内での入換作業に使用されていたDE10形を置き換え、運用されている。
下関駅構内での入換作業自体は操車による誘導で実施しているが、その際に入換信号機（絶対信号機）を用いる場面があることから、貨車移動機ではなく車籍を持つ本形式での置き換えとなった。

### 50番台
3両（51 - 53）製作され、門司機関区に配置の上、2021年（令和3年）から西大分駅・延岡駅で車籍のない貨車移動機に代わって使用を開始している。51, 52号機が西大分駅、53号機が延岡駅で運用されている。また、50番台では次世代バイオディーゼル燃料の試験も実施している。